# Felix Strüven
Felix Strüven (* 27. September 1983 in Hamburg) ist ein deutscher Schauspieler, Synchron- und Hörspielsprecher.

## Leben
Strüven studierte von 2006 bis 2010 Schauspiel an der Folkwang Universität der Künste in Essen. Bereits während seines Studiums spielte er am Düsseldorfer Schauspielhaus und am Schauspielhaus Bochum. Sein erstes festes Engagement führte ihn 2010 für fünf Jahre an das Theater Aachen (Intendanz: Michael Schmitz-Aufterbeck), wo er 2015 u. a. die Titelfigur in William Shakespeares Hamlet in der Regie von Christina Rast spielte. Dort arbeitete er außerdem mit Regisseuren wie Bernadette Sonnenbichler und Ronny Jakubaschk. Seit der Spielzeit 2018/19 ist Strüven festes Ensemblemitglied am Hessischen Staatstheater Wiesbaden. Dort stand er in der Regie von Uwe Eric Laufenberg, Bernd Mottl, Tom Gerber, Johanna Wehner und Marie Schwesinger von auf der Bühne.
Außerdem war er in kleineren Rollen in Fernseh- und Filmproduktionen zu sehen. Seit 2011 ist er auch im Synchronbereich tätig. So lieh er z. B. „Michael“ aus der Serie We Bare Bears – Bären wie wir und „Zach van Tech“ aus der Serie Go Wild! Mission Wildnis seine Stimme. In den Hörspielreihen Ghostsitter und TKKG Junior, sowie dem einzel Hörspiel Video-Integrator, spricht er eine der Hauptrollen.

## Synchronisation (Auswahl)
- seit 2011: Go Wild! Mission Wildnis
- 2012: Cosmo & Wanda – Ziemlich verrückte Weihnachten
- seit 2014: Janette Oke: Die Coal Valley Saga
- 2017–2018: School of Rock
- 2017–2019: Das Geheimnis der Hunters
- 2017–2023: Boruto: Naruto Next Generations
- 2018: The Good Cop
- 2018: Devils’ Line  (als Yuuki Anzai)
- seit 2023: Die Fußballbande (als Christian)[8]

## Hörspiele (Auswahl)
- 2008: Adolf Schröder: Gefangen (Originalhörspiel) – Regie: Thomas Werner (WDR)
- seit 2017: Tommy Krappweis: Ghostsitter als Tom (Hauptrolle) – Bearbeitung und Regie: Tommy Krappweis (Audible Original)
- seit 2018: TKKG Junior (Hörspielreihe) – Buch und Regie: Frank Gustavus (Europa/Sony)
- 2020: Video-Integrator – Buch: Thomas Plum – Regie: Kim Jens Witzenleiter (Wolfy-Office)[9]